# میلیون (فیلم)
میلیون (فرانسوی: Le Million‎) فیلمی در ژانر موزیکال به کارگردانی رنه کلر است که در سال ۱۹۳۱ منتشر شد. از بازیگران آن می‌توان به آنابلا اشاره کرد.